# 한국복합재료학회
한국복합재료학회는 사회 일반 이익에 공여하기 위하여 공익법인의 설립운영에 관한 법률의 규정에 따라 복합재료학에 관한 학술 및 기술의 향상과 산업 진흥에 공헌할 목적으로 1990년 12월 26일 설립허가된 대한민국 미래창조과학부 소관의 사단법인이다. 사무실은 서울특별시 서초구 사임당로 174, 601호 (서초동, 세인트하이얀빌딩)에 있다.